# Kontrabasovski saksofon
Kontrabasovski saksofon je v družini saksofonov največji, najtežji in ima najnižji ton v družini, poleg tega pa je še najredkeje viden v orkestrih; po navadi ga sploh ni.